# Aurélie Gagnet
Aurélie Gagnet (Dreux, 1994. augusztus 25. –) francia labdarúgó. A francia másodosztályú bajnokságban érdekelt Nantes csapatának védője.

## Pályafutása

### Klubcsapatokban
Hétévesen már Ivry-la-Bataille korosztályos csapataiban játszott, majd a Montpelliernél folytatta pályáját és 16 évesen már bemutatkozhatott a francia élvonalban, a La Roche-sur-Yon ellen.
2013-ban kezdte meg tanulmányait politológia szakon a Kansasi Egyetemen, ahol a Kansas Jayhawks színeiben 37 mérkőzésen bizonyíthatott.

### A válogatottban
Aranyérmet szerzett a 2013-as U19-es Európa-bajnokságon, és bronzérmesként végzett hazájával a kanadai U20-as világbajnokságon.

## Sikerei

### A válogatottban
Franciaország
- U20-as világbajnoki bronzérmes (1): 2014
- U19-es Európa-bajnok (1): 2013